# Tetraopidion tetraophtalmum
Tetraopidion tetraophtalmum är en skalbaggsart som beskrevs av Martins 1960. Tetraopidion tetraophtalmum ingår i släktet Tetraopidion och familjen långhorningar. Inga underarter finns listade i Catalogue of Life.